# B.J. Thomas
Billy Joe "B. J." Thomas, född 7 augusti 1942 i Hugo i Oklahoma, död 29 maj 2021 i Arlington, Texas, var en amerikansk sångare. Han framförde countrymusik med tydliga popinfluenser.
Thomas började sin karriär i musikgruppen The Triumphs, men satsade snart på en solokarriär. Thomas fick sin första hit med en cover på Hank Williams "I'm So Lonesome I Could Cry" 1966. Sedan dröjde det fram till 1968 innan han fick en topp 10-hit i USA igen med "Hooked on a Feeling". "Raindrops Keep Fallin' on My Head" (skriven av Burt Bacharach & Hal David) från 1969 blev hans första Billboardetta, och hans enda svenska Tio i topp-hit.
På 1970-talet blev hans största hit "(Hey Won't You Play) Another Somebody Done Somebody Wrong Song". Även 1980-talet gav honom hits som "Whatever Happened to Old Fashioned Love" och "New Looks from an Old Lover". Under 1990-talet turnerade han mest. Han spelade även in nytt material och fann viss framgång i sitt framförande av kristen gospelmusik.

## Diskografi (urval)
Album - (topp 100 på Billboard 200)
- 1969 – Raindrops Keep Fallin' on My Head (#12)
- 1970 – Greatest Hits, Vol. 1 (#90)
- 1970 – Everybody's Out of Town (#72)
- 1970 – Most of All (#67)
- 1971 – Greatest Hits, Vol. 2 (#92)
- 1975 – Reunion (#59) (också #2 på Billboard Charts - Top Country Albums)

Singlar - (topp 10 på Billboard 100 / Adult Contemporary Charts (AC) / Billboard Hot Country Songs (HCS))
- 1966 – "I'm So Lonesome I Could Cry" (#8 AC)
- 1968 – "Hooked on a Feeling" (#5 AC)
- 1969 – "Raindrops Keep Fallin' on My Head" (#1) / (#1 AC)
- 1970 – "Everybody's Out of Town" (#3)
- 1970 – "I Just Can't Help Believing" (#1) / (#9 AC)
- 1970 – "Most of All" (#2)
- 1971 – "No Love at All" (#4)
- 1971 – "Mighty Clouds of Joy" (#8)
- 1972 – "Rock and Roll Lullaby" (#1)
- 1975 – "(Hey Won't You Play) Another Somebody Done Somebody Wrong Song" (#1) / (#1 AC) / (#1 HCS)
- 1975 – "Help Me Make It (To My Rockin' Chair)" (#5)
- 1977 – "Don't Worry Baby" (#2)
- 1977 – "Still the Lovin' Is Fun" (#8)
- 1978 – "Everybody Loves a Rain Song" (#2)
- 1983 – "Whatever Happened to Old-Fashioned Love" (#1 HCS)
- 1983 – "New Looks from an Old Lover" (#1 HCS)
- 1983 – "Two Car Garage" (#3 HCS)
- 1988 – "As Long As We Got Each Other" (med Dusty Springfield) (#7)